# Anomalocatantops furcicercus
Anomalocatantops furcicercus är en insektsart som beskrevs av Nicholas David Jago 1984. Anomalocatantops furcicercus ingår i släktet Anomalocatantops och familjen gräshoppor. Inga underarter finns listade i Catalogue of Life.